# Nastri mancanti dell'Apollo 11
Con i nastri mancanti dell'Apollo 11 ci si riferisce alle perdita definitiva dei nastri relativi alle trasmissioni SSTV (acronimo inglese che sta per slow-scan television) originali della missione Apollo 11, registrate nel loro formato originale su nastri di dati telemetrici durante il periodo del primo allunaggio nel 1969. Le registrazioni furono dichiarate perse dopo che un gruppo di ex impiegati NASA tentarono di ritrovarle nei primi anni 2000.

## Storia
Vista la scarsa larghezza di banda disponibile per la trasmissione video, il segnale fu multiplexato insieme ai dati della telemetria e trasmessi a Terra in un unico canale radio verso tre stazioni base (Osservatorio di Parkes, Goldstone e Honeysuckle Creek a Canberra). La trasmissione video avvenne in formato SSTV, un segnale video in bianco e nero a 10 fotogrammi per secondo con una risoluzione di 320 linee a scansione progressiva.
Il segnale video venne diviso in due, una parte registrato su bobine di nastro magnetico da 14 pollici come riserva nel caso le trasmissioni televisive in diretta fallissero per qualche motivo, mentre una parte verso uno schermo da 10 pollici. Il formato video così ricevuto era incompatibile con la maggior parte delle televisioni disponibili all'epoca, per cui la NASA eseguì una conversione di frequenza di scansione al formato televisivo americano NTSC con conseguente perdita di qualità. La conversione avvenne otticamente accoppiando con una telecamera convenzionale RCA TK-22 al monitor dove veniva visualizzato il segnale originale. Il segnale video così convertito venne trasmesso in diretta mondiale il 21 luglio 1969. Al tempo la trasmissione NTSC venne registrata su molte videocassette e filmati kinescope, molti dei quali sono rimasti intatti.

## Ricerca dei nastri perduti
La ricerca dei nastri ebbe inizio verso la fine degli anni novanta con la comparsa di immagini che mostravano alcuni fotogrammi della trasmissione SSTV, nettamente superiore al formato NTSC trasmesso al tempo dell'evento. Il gruppo di ricerca condusse un'investigazione durata molti anni nel tentativo di trovare le migliori registrazioni utilizzabili dell'allunaggio. Se i nastri originali fossero stati trovati, con le nuove tecnologie avanzate si sarebbe potuto eseguire un restauro, creando immagini dalla qualità superiore a quella trasmessa al tempo. I ricercatori, scoprirono che purtroppo i nastri originali del segnale SSTV non modificato della missione furono formattati e riutilizzati dalla NASA nei primi anni ottanta molto probabilmente per il programma Landsat. Tale riutilizzo era previsto dalle procedure della NASA, dato che a quel tempo non avevano ulteriori nastri da poter utilizzare.
Nonostante i ricercatori non trovarono i nastri originali, essi trovarono invece le migliori registrazioni della trasmissione NTSC, oltre ad un filmato Super 8 puntato ad un monitor che mostrava il segnale originale prima della conversione, registrato alla stazione base di Honeysuckle Creek in Australia. Questi furono processati nel 2009 a seguito di un restauro del primo allunaggio autorizzata dalla NASA. Ad una conferenza stampa del 2009 a Washington i ricercatori pubblicarono le loro scoperte riguardanti la scomparsa dei nastri originali, e pubblicarono parte del filmato restaurato durante la ricerca. La Lowry Digital completò il restauro del primo allunaggio nel tardo 2009.

Alcuni dei fotogrammi del filmato Super8 ritrovato nel 2015 in Australia.
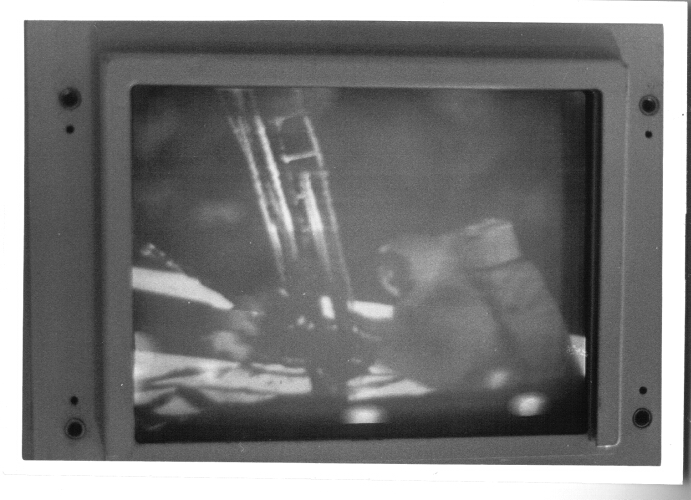
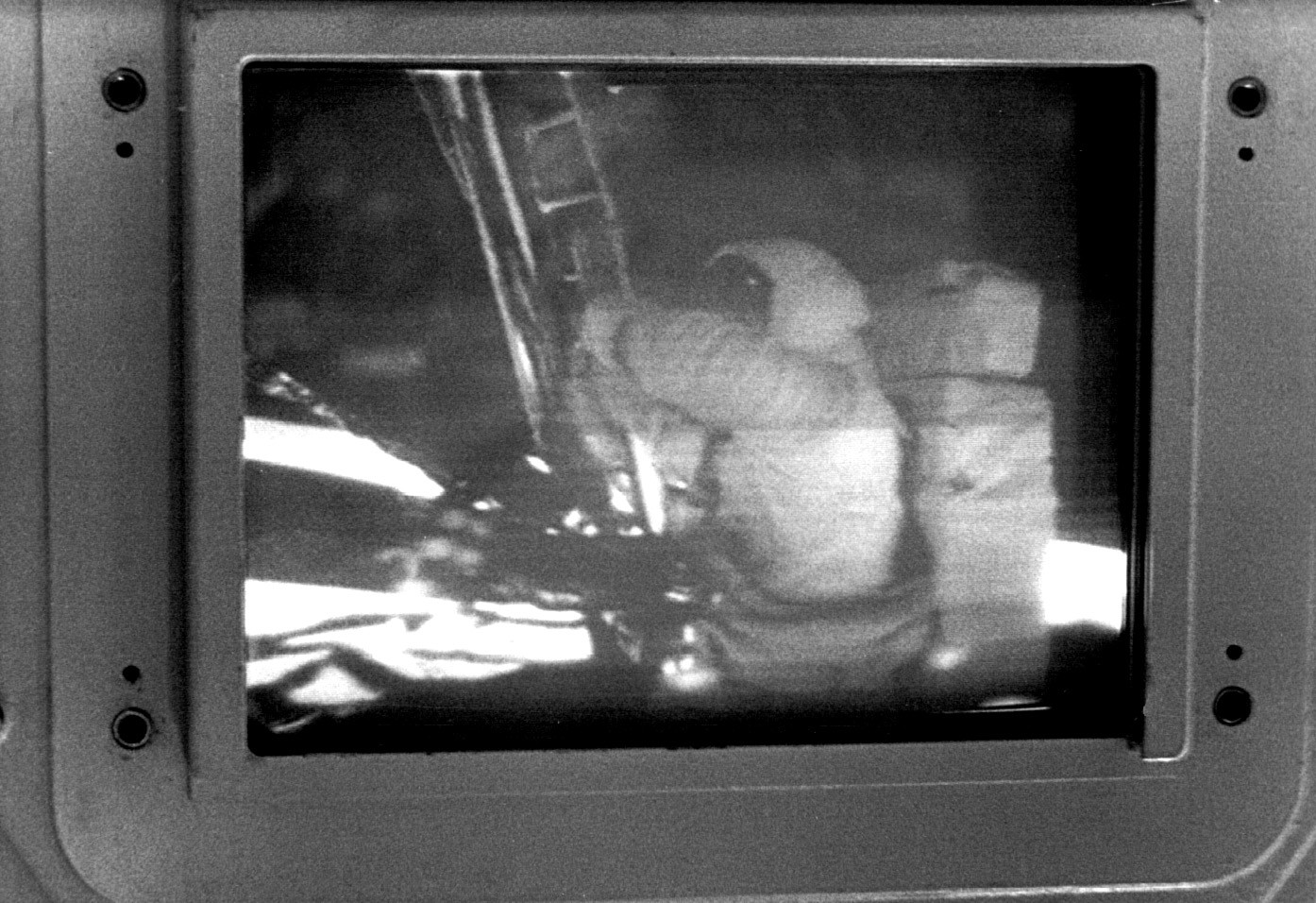
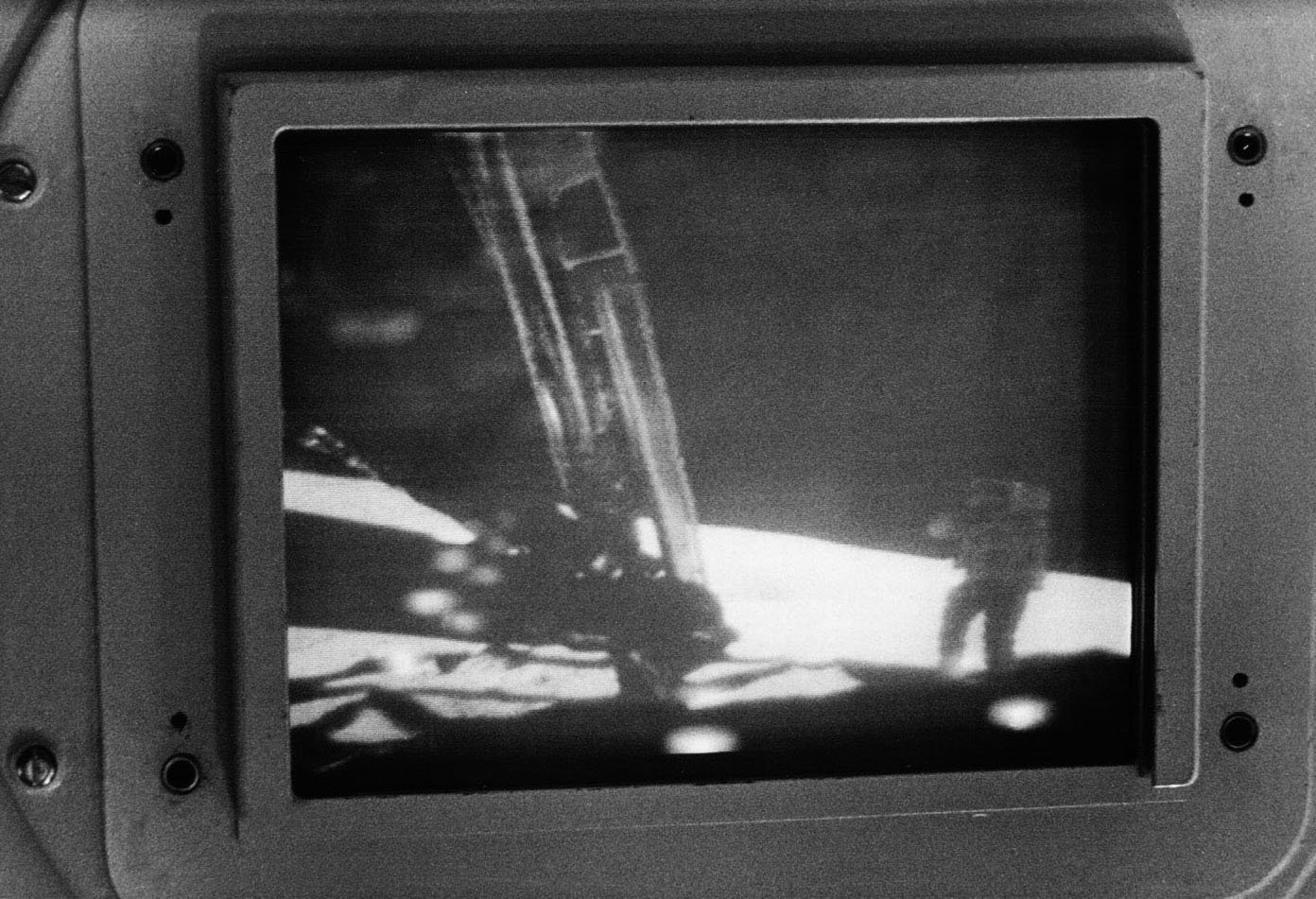